# Fire and Gasoline
Fire and Gasoline ist ein Comeback-Album der kanadischen Sängerin Lee Aaron. Es ist das dreizehnte Album ihrer musikalischen Karriere, die von 2004 bis zu dieser Veröffentlichung unterbrochen war.

## Hintergrund
Lee Aaron hatte es Mitte der 1980er Jahre mit den Alben Metal Queen, Call of the Wild und Lee Aaron sowie Bodyrock zunächst in ihrem Heimatland Kanada, später auch in Europa, zu Bekanntheit und kommerziellem Erfolg gebracht. Sie war in dieser Phase ihres musikalischen Schaffens mit dem Beinamen Queen of Heavy Metal vermarktet worden. Sie wurde insgesamt zehnmal für den Juno Award nominiert; ihr kommerziell erfolgreichstes Album war 1989 Bodyrock, das in Kanada zweifach mit Platin ausgezeichnet wurde.
Zum Ende des Jahrzehnts schuldete sie ihrer Plattenfirma eine halbe Million Dollar und gründete 1992 ihr eigenes Label, Hip Chic Music. Ihr letztes Rock-Album, Emotional Rain, veröffentlichte sie 1994, danach wandte sie sich dem Jazz zu, um sich zu beweisen, dass sie „auch andere Dinge“ (als Hard Rock und Heavy Metal) könne. In diesem Genre nahm sie noch bis 2004 Musik auf, dann beendete sie ihre Schallplatten-Karriere vorläufig, trat aber gelegentlich bei Jazz- und Rockshows auf.
2011 trat sie beim Sweden Rock Festival auf.
2016 veröffentlichte sie Fire and Gasoline. Sie sagte zu ihrer Motivation, wieder Rockmusik zu machen:

„Mit meinen Kindern habe ich irgendwann die alten Platten von Led Zeppelin und den Sex Pistols gehört – und plötzlich wurde mir klar, dass mir etwas fehlt.“

Aaron produzierte das Album, das ausschließlich Eigenkompositionen enthielt, selbst. Unterstützung beim Songwriting erhielt sie von ihrem Gitarristen Sean Kelly, der zuvor auch schon mit Nelly Furtado gearbeitet hatte. Die Aufnahmen fanden in den The Farm-Studios sowie den Chez Jean-Studios in Vancouver statt. Neben den Musikern ihrer Band, bei denen es sich neben Sean Kelly um Dave Reimer (Bass) und John Cody (Schlagzeug) handelte, wurde auch John Webster (Keyboard) an den Aufnahmen beteiligt. Er übernahm später auch die Tonmischung. Das Ergebnis war ein „im Kern klassisches Hardrock-Album mit modern anmutenden Pop-Melodien und einem leichten Hauch von Punk,“ über das Aaron sagte

„Jazz zu singen, hat mich zu einer besseren Rocksängerin gemacht. Aber eine Stimme richtig natürlich aufzunehmen, ist eine Wissenschaft für sich. Ich bin sehr stolz auf diese Platte.“

Das Album wurde am 25. März 2016 als CD veröffentlicht und über Online-Musikdienste angeboten. Als Musik wurden Tom Boy und Fire and Gasoline ausgekoppelt; zu beiden Titeln wurden auch Musikvideos produziert.

## Titelliste
| Nr.          | Titel                        | Autor(en)         | Länge |
| ------------ | ---------------------------- | ----------------- | ----- |
| 1.           | Tom Boy                      | Lee Aaron         | 3:58  |
| 2.           | Fire and Gasoline            | Aaron, Sean Kelly | 4:00  |
| 3.           | Wanna Be                     | Aaron             | 3:05  |
| 4.           | Bittersweet                  | Aaron, Kelly      | 4:49  |
| 5.           | Popular                      | Aaron, Kelly      | 4:03  |
| 6.           | 50 Miles                     | Aaron             | 4:31  |
| 7.           | Bad Boyfriend                | Aaron             | 3:26  |
| 8.           | Heart Fix                    | Aaron             | 5:39  |
| 9.           | Nothing Says Everything      | Aaron, Kelly      | 3:37  |
| 10.          | If You Don’t Love Me Anymore | Kelly             | 4:23  |
| 11.          | Find the Love                | Aaron             | 6:35  |
| Gesamtlänge: | Gesamtlänge:                 | Gesamtlänge:      | 48:19 |

## Rezeption
Markus Baro war in Rocks der Ansicht, die Rückkehr Aarons zur harten Rockmusik auf Fire and Gasoline gelinge „glaubwürdig, aber weniger klassisch“ als auf Metal Queen (1984) und Call of the Wild (1985). Der „sehr moderne“ Hardrock „mit Pop-Schlenzern“ wirke „beinahe jugendlich und enthusiastisch;“ Lieder wie 50 Miles oder Bad Boyfiends gingen „direkt ins Blut.“ Vor allem erlaube sich die Künstlerin, „endlich erwachsen“ zu klingen. Das Album sei „ganz anders als erwartet, aber nicht ohne Reiz.“ Baro vergab 3,5 von sechs möglichen Punkten.
Wolfram Küper schrieb in Rock Hard, mit ihren ersten drei Alben (1984–1986) habe sich Aaron „den Ruf als Metal Queen erspielt, ihn danach durch ihre musikalische und optische Umorientierung von Pop bis zu Jazz aber schnell wieder verloren.“ Die Werbung zu Fire and Gasoline habe „Hoffnung gemacht,“ sie könne die „Kurve kriegen.“ Dies sei jedoch ein Fehlschluss, sie biete  „mittlerweile gut gemachten, radiotauglichen sowie modernen Pop-Rock (teilweise härterer Kategorie),“ bei dem Aaron „zumindest mit ihrem kraftvollen Organ punkten“ könne. Leider bleibe sie damit aber „immer noch weit von ihren Ursprüngen entfernt“ und sei für Leser des Magazins daher „mehr oder weniger uninteressant.“